# Великое гонение

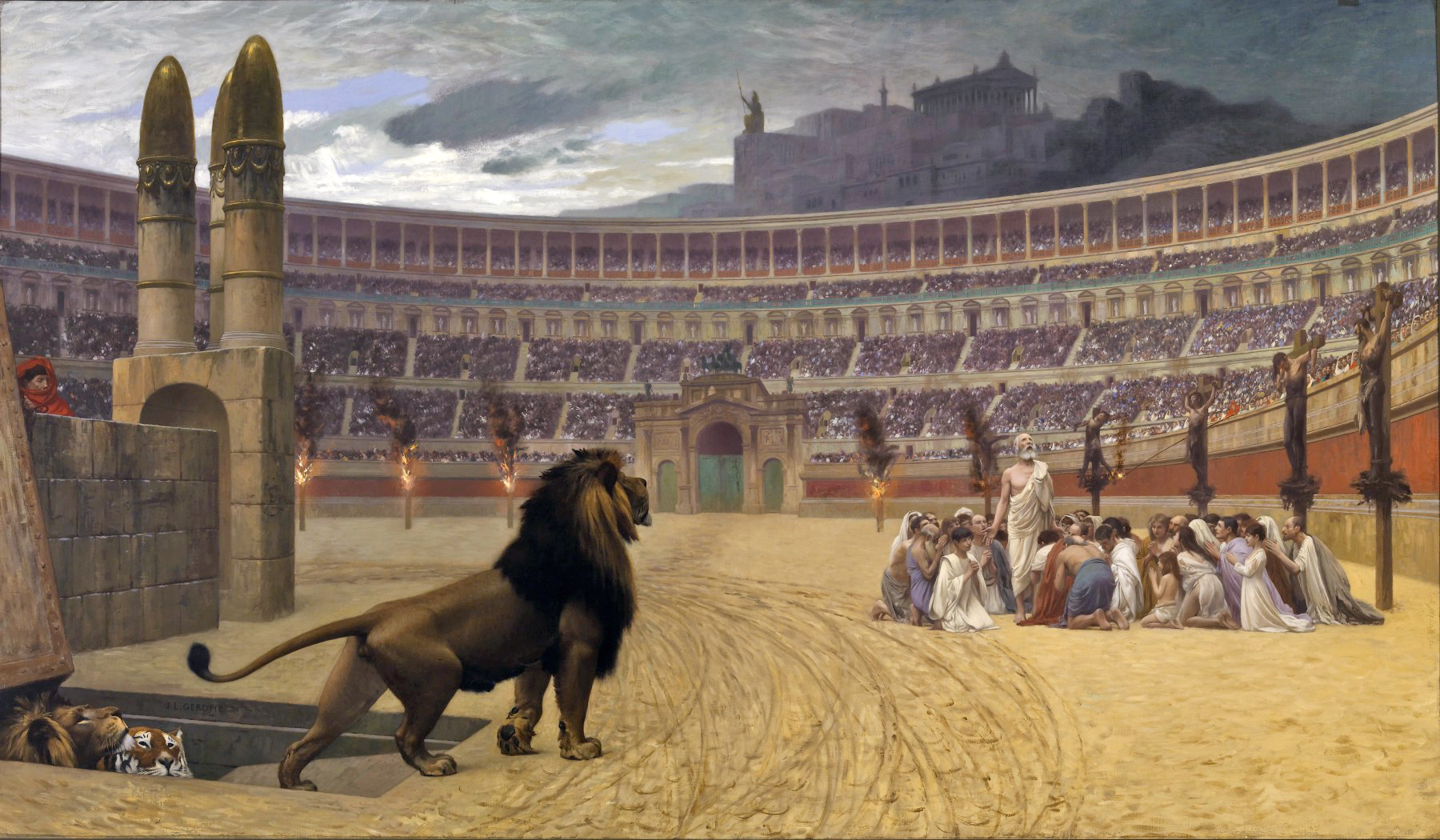
«Последняя молитва христианских мучеников». Ж.-Л. Жером

Великое гонение —  последнее и самое суровое гонение на христиан в Римской империи 303—313 годов, начавшееся при императоре Диоклетиане и продолжавшееся при его наследниках.
В 303 году тетрархи Диоклетиан и Максимиан, Галерий и Констанций I Хлор издали эдикт, официально отменяющий гражданские права христиан и требующий от них соблюдения традиционных римских религиозных практик. В дальнейшем были выпущены новые эдикты, направленные против священников, а также обязывавшие всех жителей империи совершать языческие жертвоприношения. Интенсивность гонений различалась в пределах империи — в Галлии и Британии, где правил в то время Констанций, выполнялся только первый эдикт, она была более слабой, нежели в восточной части империи. Карательные законы постепенно отменялись, и считается, что Миланский эдикт, изданный Константином Великим в 313 году, окончательно завершил этот период.
Христиане в первые века своего существования подвергались дискриминации в империи, однако первые императоры неохотно принимали законы по этому поводу. Только в 250-х годах, при императорах Деции Траяне и Валериане I, началось законодательное преследование христиан. С приходом к власти Галлиена эти законы перестали исполняться, в результате чего почти на 40 лет установился церковный мир. Восшествие на престол в 284 году Диоклетиана не привело к мгновенному отказу от политики игнорирования христиан, однако в первые пятнадцать лет своего царствования Диоклетиан последовательно очищал армию от христиан, осуждал на смерть манихеев и окружал себя ярыми противниками христианства. Зимой 302 года Галерий посоветовал Диоклетиану начать всеобщее преследование христиан. Желая получить божественную поддержку этому начинанию, Диоклетиан обратился к оракулу Аполлона, и ответ последнего был интерпретирован как одобрение предложения Галерия. Первый эдикт, положивший начало Великому гонению, был издан 24 февраля 303 года.
Преследование не смогло предотвратить распространение христианства и становление его в качестве основной религии империи. Хотя гонение привело к смерти, по современным оценкам, от 3000 до 3500 человек, пыткам, заключению и изгнанию ещё большего количества людей, однако большинство христиан не пострадало. Другим следствием этих событий стало разделение церкви на тех, кто предпочёл принять выдвинутые требования, так называемые традиторы, и тех, кто сохранил верность христианскому учению. Некоторые из возникших в этот период церковных расколов, таких как донатистский в Северной Африке и мелитианский в Египте, просуществовали впоследствии длительное время. Получивший новый импульс «культ мучеников», преувеличивающий жестокость событий, подвергался критике начиная с эпохи Просвещения. Некоторые историки, например британский историк-марксист Дж. де Сент-Круа, также считают сведения христианских историков о событиях «Великого гонения» преувеличенными.

## Предыстория

### Гонения до Диоклетиана
От своего возникновения до легализации при Константине христианство не имело официального статуса в Римской империи. В первые два столетия христианство и его последователи были подозрительны для большей части населения империи. Их считали членами некоего «секретного общества», которые общаются с помощью тайных знаков и избегают приличного общества, поэтому в начале против христиан имели место общественная враждебность и гнев толпы, а не официальные действия. Первая известная попытка сформулировать официальную позицию была предпринята императорским легатом в провинции Вифиния и Понт Плинием Младшим, который в своём письме Траяну сообщил о том, что он получил большое количество анонимных доносов на христиан, и просил совета, поскольку полагал дело серьёзным. Ответ императора, фактически — официальный документ, рескрипт, сводящийся к тому, что не следует специально выискивать христиан, а если они будут изобличены и откажутся от своей веры, то их следует отпустить, подтверждённый Адрианом в 125 году, задал направление имперской политики в отношении христиан на ближайшие десятилетия. Однако практическим следствием рескрипта Траяна было то, что выявленных, сознавшихся и неотрёкшихся христиан подвергали пыткам и казням, как это было в 177 году в Лионе и Вьене, когда вмешательство гражданских властей помешало толпе горожан вытащить христиан из их домов и забить до смерти. Обратившийся за решением императора проконсул получил от правившего в то время Марка Аврелия следующее решение — твёрдых в христианстве казнить, римских граждан мечом, прочих зверями, отступников отпустить.
Напротив имя факции должно давать тем, которые сговариваются ненавидеть людей добрых и честных, которые единогласно требуют крови людей невинных, прикрываясь для оправдания своей ненависти тем ложным мнением, что они, христиане, виновники всякого общественного бедствия, всякого народного несчастия. Если Тибр вошёл в стены, если Нил не разлился по полям, если небо не дало дождя, если произошло землетрясение, если случился голод или эпидемия; то тотчас кричат: христиан ко льву.
Для последователей традиционных римских культов христиане были слишком странны — не совсем варвары и не вполне римляне. Их религиозные практики являлись вызовом для традиционных устоев. Христиане отказывались отмечать народные праздники, участвовать в мероприятиях императорского культа и публично критиковали древние обычаи. Иустин Философ сообщает о муже-язычнике, донёсшем на жену-христианку, Тертуллиан – о детях, лишённых наследства после обращения в христианство. Традиционная римская религия была неразрывно связана с римским обществом, а христиане отвергали и то, и другое. По мнению Тацита, этим они выказывали «ненависть к роду людскому». Распространены были представления о христианах как о занимающихся чёрной магией (лат. maleficus) для достижения своих целей, а также практикующих инцест и каннибализм.
Тем не менее, в первые два века христианской истории законов против христиан не принималось, а преследования проводились лишь по инициативе местных властей. Так было в 111 году в Вифинии-Понте при Плинии Младшем, в Смирне в 156 году — мученичество Поликарпа Смирнского, первое, о котором есть относительно достоверные сведения, Сцилле близ Карфагена в 180 году по приказу проконсула и т. д. Когда император Нерон казнил христиан после пожара 64 года, это было исключительно местным делом, не выходящим за границы Рима. Эти ранние преследования были хотя и жестокими, но спорадическими, короткими, локальными, не представлявшими угрозами для христианской общины в целом, но, тем не менее, глубоко повлиявшими на мироощущение ранних христиан.
К III веку ситуация изменилась. Императоры и региональные чиновники стали активно и по собственной инициативе преследовать христиан. Те, в свою очередь, тоже изменились, среди них появились состоятельные и знатные граждане империи. Ориген, писавший об этом в 248 году, отмечал, что «в настоящее время, при значительном количестве вступающих в христианство, можно указать людей богатых, даже несколько высокопоставленных мужей, женщин, известных своей изысканностью и благородством». Одним из первых законов против христиан стал изданный в 202 году, как об этом сообщает «История августов», Септимием Севером указ, запрещающий обращение в иудаизм или христианство. После затишья, продолжавшегося до убийства императора Александра Севера, целью Максимина (235—238) стали христианские лидеры, Деций (249—251) требовал всеобщего и явного отправления языческих обрядов. Христиане упорствовали в своём нежелании приносить императору присягу, в результате чего их лидеры подвергались пыткам и казням, как, например, в случае с епископом Рима Фабианом и епископом Антиохии Вавилой. Страдали и простые верующие, как, например, Пионий из Смирны и множество других, замученных при Деции.
Гонения при Деции Траяне стали тяжёлым ударом для церкви. В Карфагене и Александрии происходили массовые отречения, а в Смирне к этому призывал местный епископ Евктемон. Поскольку церковь была преимущественно городской, было несложно выявить и уничтожить её иерархию. Эдикты Деция не сохранились и об их смысле можно судить только по косвенной информации. Предполагается, что они были направлены против высшего духовенства и предписывали произвести всеобщее жертвоприношение. Первый эдикт Валериана, изданный в 257 году, предписывал клирикам совершить жертвоприношение римским богам, за отказ полагалась ссылка. Кроме того, под угрозой смертной казни было запрещено совершать богослужения и посещать места захоронений. К периоду действия первого эдикта относится мученичество папы Стефана I, казнённого в 257 году. В следующем году был принят более суровый закон, согласно которому духовных лиц за отказ повиноваться полагалось казнить, знатных мирян сенаторского и всаднического сословия — лишать достоинства и подвергать конфискации имущества, в случае упорства — казнить, их жён лишать имущества и ссылать, лиц, состоявших на императорской службе, — лишать имущества и осуждать на принудительные работы в дворцовых имениях. В июне 251 года Деций погиб в битве, не доведя этот процесс до конца. В течение последующих шести лет преследований не было, что дало возможность церкви восстановиться. В 253 году престол занял друг Деция, Валериан I, в начале производивший на современников впечатление друга христиан, несмотря на то, что в 254 году был подвергнут пыткам и вскоре умер теолог Ориген. Однако в 257 году он издал эдикт, осуждавший христиан на изгнание и каторжные работы, а затем ещё один, устанавливающий для них в качестве наказания смертную казнь. Однако пленение и гибель императора в 260 году приостановили гонения, а сын и преемник Валериана, Галлиен (260—268), установил «мир всех церквей», продолжавшийся до правления Диоклетиана.

### Гонения и идеология Тетрархии

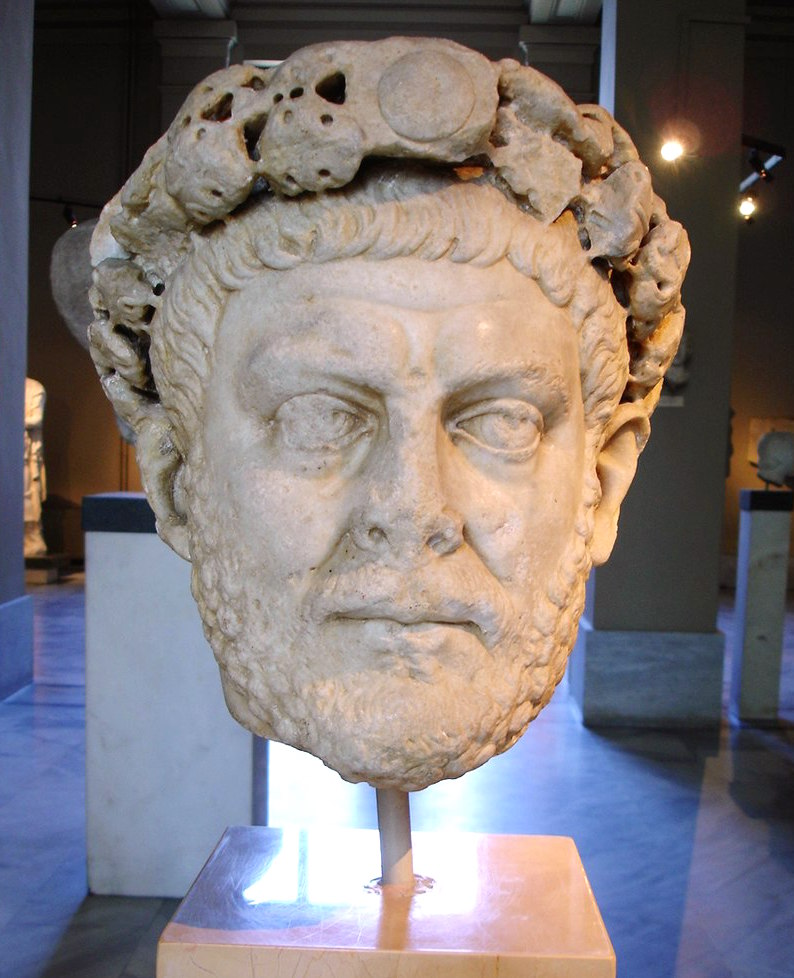
Голова статуи Диоклетиана. Археологический музей Стамбула

Диоклетиан, провозглашённый императором 20 ноября 284 года, в религиозном отношении был консерватором и приверженцем традиционного римского культа, предпочитая, в отличие от Аврелиана (270—275), поклонение олимпийским богам. Более того, он стремился вдохнуть новую жизнь в древнюю религию. По словам панегириста, обращённым к Максимиану, «Ведь вы щедро одаряете их алтарями и статуями, храмами и приношениями, наконец, самими своими именами; вы украшаете их своими изображениями и делаете ещё более священными примером своего почитания. Именно теперь люди понимают, что значит могущество богов: ведь столь ревностно их почитаете вы.». Частью этого плана была масштабная строительная деятельность. Около четверти всех надписей, относящихся к реконструкции языческих храмов в Северной Африке за период с 276 по 395 год, относятся к правлению Диоклетиана. Император отождествил себя с главой римского пантеона, Юпитером, в то время как его соправитель Максимиан связал своё имя с Геркулесом. Такая связь между божеством и императором помогала легитимизировать притязания последнего на высшую власть и прочнее связывала государственную власть с традиционным культом.
Благосклонностью Диоклетиана пользовались не только Юпитер и Геркулес, но и менее традиционные культы. Им были построены храмы Изиды и Сераписа в Риме, а также храм Непобедимого Солнца в Комо. При этом Диоклетиан поощрял скорее культы, чьи божества распространяли своё покровительство на всю империю, чем на отдельные провинции. В Африке он способствовал укреплению почитания Юпитера, Геркулеса, Аполлона, Меркурия, а также императорского культа. Сведения о динамике популярности местных божеств в рассматриваемый период противоречивы. С одной стороны, есть сведения об усилении почитания в конце III века местных божеств, например, пришедший из Паннонии культ Дунайского всадника. С другой, тысячелетиями пользовавшиеся почётом в южном Средиземноморье божества стали утрачивать любовь населения. Так, в Нумидии последняя известная надпись, посвящённая Сатурну (Баал-Хаммону), датирована 272 годом, в Киренаике Аполлону — 287 годом, в Египте последняя иероглифическая надпись — 250 годом.
Нашей благочестивой и религиозной мысли представляется в высшей степени досточтимым и достойным вечного сохранения с благоговейным страхом всего того, что постановлено святого и целомудренного в римских законах. Ибо бессмертные боги как прежде были, так несомненно оставались бы и теперь благосклонными и содружественными римлянам, если бы все живущие под нашим скипетром проводили жизнь всегда благочестивую и честную.
Подобно Августу и Траяну до него, Диоклетиан именовал себя «восстановителем». Он пытался убедить общество рассматривать его царствование и созданную им систему правления, то есть Тетрархию, как восстановление традиционных римских ценностей и, после беспорядков III века, возврат к «Золотому веку Рима». Как следствие, он стремился усилить существовавшую издавна римскую тягу к сохранению древних обычаев и имперское неприятие независимых сообществ. Необычны решительная позиция режима Диоклетиана и вера последнего в способность правительства вызывать существенные изменения в морали и обществе. Его предшественники стремились проводить более осторожную внутреннюю политику, предпочитая работать с существующими структурами, не занимаясь их капитальным ремонтом. Диоклетиан, в отличие от них, для достижения своих целей хотел реформировать каждый аспект общественной жизни. В его правление чеканка монет, налогообложение, архитектура, законодательство и история были радикально перестроены для приведения в соответствие с его авторитарной и традиционалистической идеологией. Реформирование «фабрики морали» империи — и устранение религиозных меньшинств — было просто одним из этапов этого процесса.
В этой ситуации особое положение иудеев и христиан становилось особенно заметным. Однако иудеям удалось за счёт древности своей веры добиться толерантного к себе отношения империи. Они избежали гонений при Деции и не подвергались преследованиям при Тетрархии. Соответственно христиане, последовательно противопоставляющие себя иудеям, и чья вера воспринималась как новая и необычная, уже к этому времени не смешиваемая с иудаизмом, не заслужили такой терпимости.
Гонение не было единственным проявлением активной деятельности Тетрархии в сфере регулирования морали. В 295 году Диоклетиан (или его цезарь Галерий) издал в Дамаске эдикт, запрещавший близкородственные браки и провозглашавший превосходство римских законов над местными. Его преамбула постулировала, что долгом каждого императора является утверждение священных принципов римского права. Эти принципы, последовательно претворённые в жизнь, логически требовали от императоров добиваться единообразия и в вопросах религии.

### Общественное мнение

#### В повседневной жизни

Панель саркофага Людовизи. Предположительно, центральная фигура изображает императора Гостилиана (251), сына Деция, со знаком Митры на лбу

Христианские общины быстро росли во многих частях империи, особенно на Востоке, после того, как в 260 году Галлиен принёс церкви мир. Хотя статистических данных для того, чтобы произвести точные оценки количества христиан в этот период, практически нет, некоторые исследователи предлагают свои варианты подсчётов. Так, Кит Хопкинс, исходя из предположения о постоянном ежегодном приросте христианского населения в 3,4 %, предполагает, что с 1,1 миллиона в 250 году их число выросло до 6 миллионов в 300 году, что составляло 10 % населения империи. По версии Э. Гиббона, из современных исследователей поддержанной Р. Л. Фоксом, их было меньше, примерно 2 % в 250 году и от 4 до 5 % в 300 году. Христиане также начали распространяться и в сельской местности, где их до этого не было. Их церкви уже не были такими незаметными, как в I и II веках; в крупных городах по всей империи появлялись крупные храмы. В Никомидии христианский храм занимал холм перед императорским дворцом. Эти факты, вероятно, отражают не только количественный рост христиан в империи, но и их возросшее влияние. В тех частях империи, где христиане были особенно многочисленны, как в Северной Африке и Египте, местные божества утрачивали доверие населения.
Неизвестно, насколько гонения поддерживала аристократия. После примирения Галлиена христиане заняли высокие посты в системе римской власти. Некоторые из них[кто?] были назначены самим Диоклетианом, а его жена и дочь сочувствовали церкви. Многие жители империи готовы были принять мученическую смерть, а в провинциях императорские эдикты против христиан повсеместно не исполнялись. Даже о Констанции известно, что он нарушал запретительные установления. По сравнению с ранним периодом гонений низшие классы демонстрировали меньший энтузиазм и больше не верили столь популярным в I—II веках обвинениям против христиан. Возможно, как предполагает историк Т. Д. Барнс, к этому времени христианское духовенство стало установившимся и респектабельным общественным институтом.
Широко распространённые в тот период теургические верования являлись естественным врагом христианства. Вера в возможность связи с Божеством с целью получения ответа на свои бытовые проблемы посредством деймонов, воспринимаемых христианами как демонов, служителей  сатаны, делала эти учения несовместимыми. Отношения неоплатонизма и христианства были сложнее; известно об одном ученике школы Плотина, перешедшем в христианство.

#### Критика христианства
При этом, однако, в среде высшего имперского руководства были люди, идеологически отвергающие терпимость к христианам, такие как философ-неоплатоник Порфирий Тирский и губернатор Вифинии Сосиан Гиерокл, возможно, являющийся анонимным автором двухтомного произведения против христиан, о котором сообщает Лактанций в «Divinae institutiones». Порфирий, которого считают наиболее крупным и эрудированным критиком христиан, говорит о христианстве как об учении, которому следуют в отдалённых уголках мира, но отмечает, что в Риме почитание Христа заменило культ Асклепия. Он не призывает к преследованиям и не одобряет «бесчеловечные наказания», которым подвергают христиан. Аргументация Порфирия, опубликовавшего в 270-х годах сочинение против христиан, имеющая целью доказать абсурдность и несостоятельность христианских верований, была рассчитана не на уже состоявшихся христиан, а на тех, кто колебался в своём желании к ним присоединиться. Христианская символика ему чужда и он с ужасом цитирует фразу из Евангелия от Иоанна об употреблении в пищу плоти и крови Христа; для него также очевидна невозможность чудес. С течением времени позиция Порфирия менялась, и если в своих ранних трудах он воздерживался от нападок на Иисуса, отзываясь о Нём как о святом и скромном Человеке, то 15-томное сочинение «Против христиан», созданное около 290 года, представляло такую опасность для новой религии, что по изданному в 448 году указу императоров Валентиниана III и Феодосия II, все существовавшие в империи экземпляры этого произведения были уничтожены. При этом, насколько можно судить по сохранившимся отрывкам и отзывам христианских авторов, это был выдающийся труд, в котором Порфирий провёл огромную работу по критике Ветхого Завета, датировав, в частности, книгу пророка Даниила царствованием Антиоха Епифана, а книги Моисея периодом, отстоящим на 1180 лет от жизни пророка.

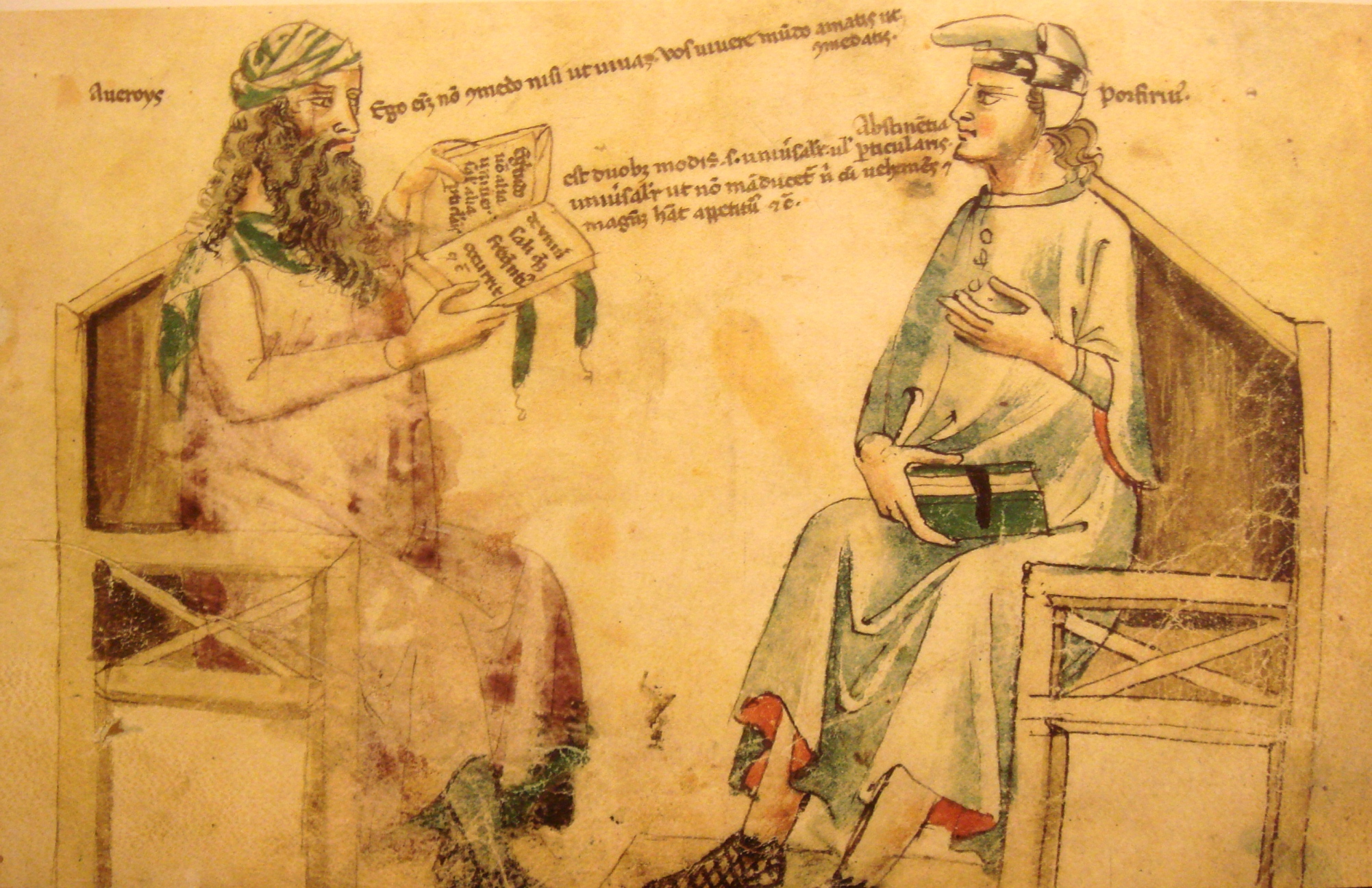
Воображаемый диалог Порфирия (справа) со средневековым философом Аверроэсом. Иллюстрация из рукописи XIV века

Его последователи были не столь щепетильны. Краткие и пренебрежительные отзывы о написанных Гиероклом двух книгах против христиан сохранились у Евсевия Кесарийского и Лактанция. Можно сделать вывод, что он противопоставлял «верность и точность» суждений язычников «тупости христиан». По его мысли, если бы христиане применяли свои принципы последовательно, они должны были бы молиться Аполлонию Тианскому, а не Иисусу — чудеса Аполлония были гораздо более впечатляющими, а сам он никогда не имел наглости называть себя «богом». Писания, распространённые «невежественными» Петром и Павлом, по его мнению, полны «лжи и противоречий», тогда как о деяниях Аполлония сообщали люди образованные. Согласно Э. Р. Доддсу, Гиерокл олицетворял не только «союз языческих интеллектуалов с истеблишментом», но и трансформацию неоплатонизма в религию с собственными святыми и чудотворцами. И то, и другое, было защитной реакцией против христианства и в наибольшей степени проявилось в царствование императора Юлиана Отступника (361—363).
В Divinae institutiones также упоминается некий автор антихристианского памфлета в трёх книгах, возможно, это был ученик неоплатоника Ямвлиха, написавший свой труд из угодливости к императорам. Аврелий Виктор и Лактанций сообщают о том, что Диоклетиан окружал себя жрецами-предсказателями (лат. scrutator rerum futurarum).

#### Критика язычества
В ответ на критику, христианские авторы не только опровергали фантастические слухи и рационалистические аргументы, но и сами выступали с резким осуждением античной религии и культуры. Ещё в конце II века Афинагор Афинский утверждал, что статуи не боги, а всего лишь совокупность «земли, камня и тонкого искусства». В середине III века епископ Киприан Карфагенский осуждал жестокость цирковых зрелищ. На рубеже III—IV веков Арнобий осуждал безнравственность языческих богов и высмеивал поклонение их статуям. Эти полемические сочинения были адресованы язычникам, которые должны были понять преимущества и благородство новой веры по сравнению с дискредитированной старой.
Сочинение Порфирия подвергли критике Мефодий Олимпийский, а затем Евсевий Кесарийский (в 25 книгах) и Аполлинарий Лаодикийский (в 30 книгах). Уже после гонений аргументы Порфирия против древности книги пророка Даниила были повторно опровергнуты Иеронимом Стридонским. Сочинение в 48 глав против Гиерокла, включавшее разоблачение Аполлония Тианского, написал тот же Евсевий Кесарийский.

### Христианство в конце III века
Основная статья: Христианство в III веке
В первые 19 лет царствования Диоклетиана (284—302 годы) отношение к христианству было вполне доброжелательным, и даже Евсевий Кесарийский, относившийся к императору негативно из-за гонений, считает его первоначальное отношение к церкви в высшей степени выгодным для распространения христианства. Не только частные лица могли принадлежать к христианскому сообществу и открыто заявлять о своём вероисповедании, но даже императорские чиновники и военные пользовались подобной свободой. Любой христианин, не находящий противоречия в нахождении на императорской языческой службе, мог беспрепятственно продвигаться по карьерной лестнице. Известно множество свидетельств о христианах, занимавших государственные должности всех уровней, в провинциях и в армии. Христиане были даже в личной свите императора — «придворный юноша» Пётр, прославившийся впоследствии своим мученичеством, препозит священной опочивальни Лукиан, придворные Горгоний и Дорофей.

## Инициатор: Диоклетиан или Галерий?
Евсевий, Лактанций и Константин (если предположить авторство последнего речи Oratio ad Coetum Sanctum) единогласно считают первопричиной гонений Галерия, как получившего от них наибольшую выгоду. Диоклетиан, при всём своём религиозном консерватизме, всё же был склонен к религиозной терпимости. Галерий, напротив, был убеждённый язычник. Согласно христианским источникам, он последовательно выступал за проведение гонений, стремясь использовать их в своих политических целях. Как подчинённый правитель, он всегда упоминался последним в правительственных документах. До конца войны с Персией у него даже не было собственного большого дворца. Лактанций утверждает, что Галерий стремился занять более высокое положение в государственной иерархии. Мать Галерия, Ромула, была настроена резко против христиан — будучи языческой жрицей в Дакии, она их ненавидела за то, что они не посещали устраиваемые ею празднества. Увеличив своё влияние после победы в войне, Галерий, возможно, желал загладить масштабными акциями своё унижение в Антиохии, когда ему пришлось бежать перед императорской колесницей, вместо того, чтобы ехать в ней.
Данная проблема была чётко сформулирована М. Гельцером: желал ли стареющий Диоклетиан завершить труды своей жизни по преобразованию римского мира устранением христианской церкви, или же грубый воин Галерий не нашёл лучшего способа в борьбе за власть с Диоклетианом? Последовавшая затем дискуссия не привела к получению однозначного ответа. В 1926 году попытку подвести итог предпринял К. Штаде, объявив причиной Диоклетиана, вопреки явным указаниям Лактанция. Дальнейшие исследования смогли добавить мало нового, и попытки выработать новую аргументацию, способную нейтрализовать свидетельство Лактанция, были мало продуктивны. Помимо традиционного противопоставления «сильный Диоклетиан/слабый Галерий» или наоборот, предпринимались усилия по исследованию интеллектуального окружения Диоклетиана, которое либо могло лоббировать идею гонений, либо предоставить обоснование уже принятого решения.

## Ранние гонения

### Христиане в армии

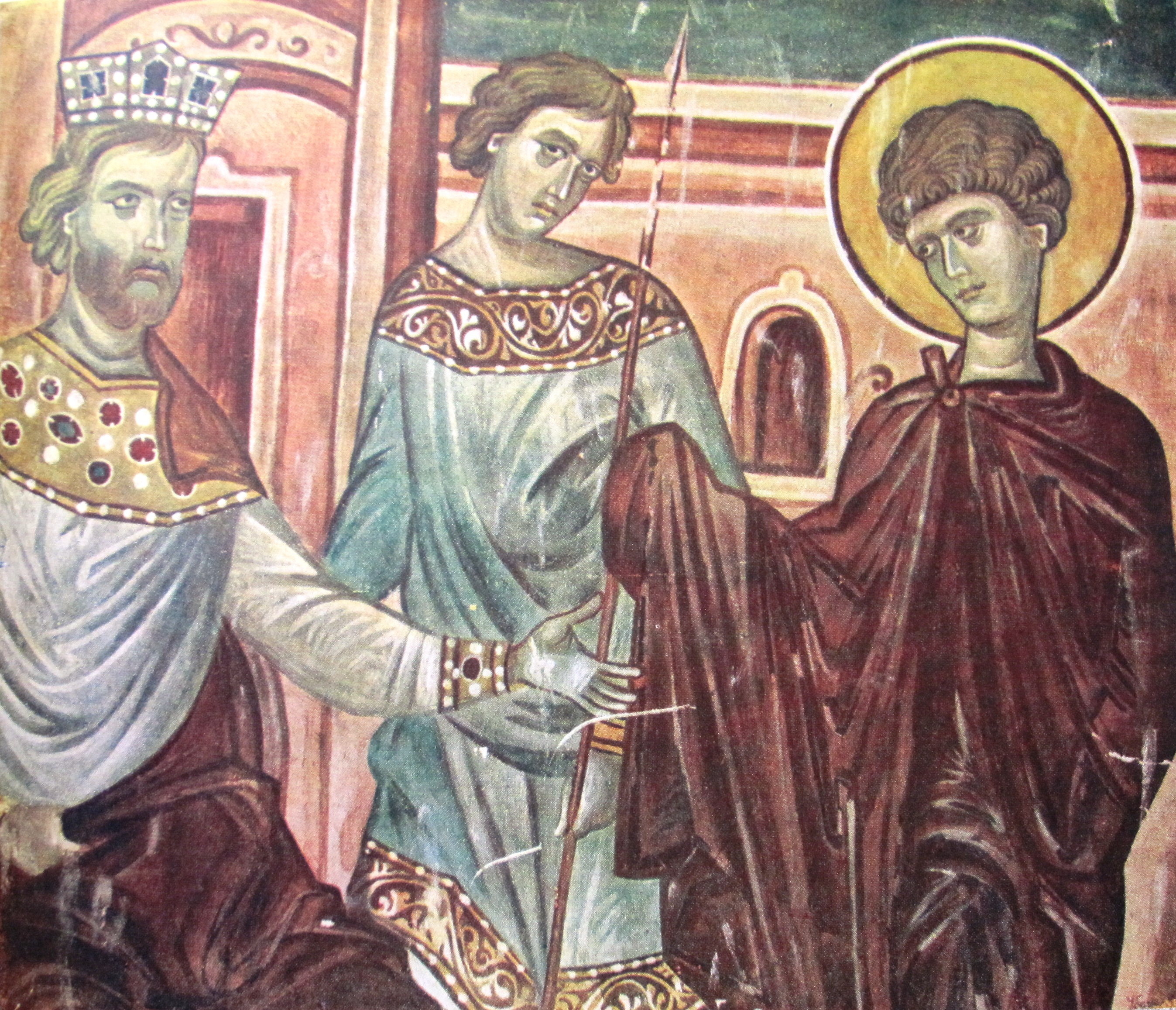
Св. Георгий перед Диоклетианом. Фреска XIV века из Убиси, Грузия. Христианская традиция помещает мученичество св. Георгия, бывшего римским офицером, в царствование Диоклетиана

Зимой 296/297 года, после неудачного похода в Персию, Диоклетиан и Галерий отправились в сирийскую Антиохию. Лактанций сообщает, что, прибыв в этот город, Диоклетиан принял участие в церемонии жертвоприношения и гадания с целью предсказания будущего. Гаруспики несколько раз безуспешно пытались прочитать знамения, после чего главный из них объявил, что причиной неудачи является влияние посторонних лиц. В то же время было замечено, что некоторые из христиан императорского окружения совершали крестное знамение во время мероприятия. Именно их объявили виновными в неудаче гадания. Взбешённый таким поворотом событий, Диоклетиан велел всем придворным принять участие в жертвоприношении. Также Диоклетиан и Галерий разослали письма военачальникам с требованием всем военнослужащим принести жертвы богам или покинуть армию. Поскольку Лактанций не сообщает о кровопролитиях в связи с этими событиями, христиане из императорского окружения их, вероятно, пережили. Исходя из того, что Сосиан Гиерокл примерно в это время занимал должность викария диоцеза Восток (лат. vicarius Orientis), Т. Д. Барнс предполагает, что он мог иметь отношение к этим событиям.
Евсевий Кесарийский, современник этих событий, рассказывает похожую историю: командиры должны были предложить своим войскам выбор между жертвоприношением и разжалованием. Это были суровые меры — в случае отказа солдат терял возможность продолжения карьеры в армии, государственную пенсию и накопления — но не фатальные условия. Согласно Евсевию, чистка достигла поставленной цели, однако его изложение хода событий противоречиво, как и его оценка количества отступников. Евсевий также приписывает инициативу чистки Галерию, а не Диоклетиану.
Современный исследователь П. Дэвис предполагает, что Евсевий рассказывает о том же событии, что и Лактанций, однако основывался на слухах и не имел доступных последнему сведений о дискуссии, имевшей место в ходе императорского жертвоприношения. Поскольку чистке подверглась армия Галерия (свою Диоклетиан оставил в Египте для подавления беспорядков), именно его народная молва объявила инициатором. С другой стороны, историк Д. Вудс полагает, что Евсевий и Лактанций рассказывают о двух совершенно разных событиях. Евсевий, по мнению Вудса, описывает начало чистки армии в Палестине, тогда как Лактанций повествует о событиях при дворе. Вудс утверждает, что соответствующее место хроники Евсевия было искажено в латинском переводе, и что Евсевий в оригинале указывал местом начала гонений крепость Беторис в современной Иордании.

### Преследование манихеев
Первоначальные гонения продолжения не получили. Диоклетиан остался в Антиохии на следующие три года. Также он зимой 301—302 года посетил Египет, где совершил раздачу зерна в Александрии. В Египте несколько последователей пророка Мани были осуждены перед проконсулом Африки. 31 марта 302 года Диоклетиан, после консультации с проконсулом, приказал сжечь заживо предводителей манихеев вместе с их священными книгами. В истории Империи это был первый подобный случай. Некоторые из незнатных манихеев были казнены, знатные были сосланы в рудники Проконнеса (Мраморное море) или рудники Фено. Вся их собственность была конфискована в пользу императорской казны.
Тогда же, 31 марта 302 года, Диоклетиан в указе против манихеев обосновал суть своих претензий к последователям этого учения — они представляли собой новую и ранее неслыханную секту, которая не могла, в отличие от старых, пользоваться божественным покровительством. И если позволить им существовать, то они с течением времени отравят своим ядом всю империю.
Большинство исследователей считают преследования манихеев — приверженцев религии, зародившейся в Персии, с которой Римская империя находилась в состоянии перманентной войны, — обусловленными политическими причинами. Соответственно этому предлагаются различные датировки эдикта против манихеев, с 296 по 308 год. Версия о 302 годе впервые была обоснована Т. Моммзеном и поддержана Т. Д. Барнсом.

### 302—303 годы
Диоклетиан и Галерий были проездом в Антиохии в августе 302 года, когда началась следующая волна гонений. Поводом для этого стало поведение диакона Романа, который прервал придворное жертвоприношение, громко осуждая происходящее. Он был арестован и приговорён Галерием к сожжению, однако Диоклетиан изменил наказание на отрезание языка. Роману был отрезан язык, а казнь его состоялась год спустя, 17 ноября 303 года. Упорство этого христианина произвело на Диоклетиана неприятное впечатление, и он переехал в Никомидию, где провёл зиму.
В этот период, согласно Лактанцию, между Диоклетианом и Галерием возник спор относительно дальнейшей политики в отношении христиан. Диоклетиан полагал, что достаточно запретить христианам занимать посты в государственном аппарате и армии, тогда как Галерий выступал за их полное уничтожение. Для разрешения своего спора правители отправили гонца к оракулу Аполлона в Дидиме. Возможно, при этом разговоре присутствовал Порфирий. Ответ оракула был истолкован в том смысле, что следует устроить всеобщее преследование христиан.

## Великое гонение

### Первый эдикт
23 февраля 303 года Диоклетиан приказал разрушить новый христианский храм в Никомидии, хранящиеся в нём рукописи сжечь, а имущество конфисковать. Так как на этот день пришёлся праздник Терминалия, посвящённый богу границ Термину, утверждалось, что в этот день будет покончено с христианством. На следующий день был опубликован первый эдикт против христиан. Основными целями этого закона, как и при Валериане, была собственность христиан и высшие священники. Эдикт предписывал уничтожение священных писаний, литургических книг и храмов по всей империи. Христианам запрещалось собираться на молитву. Они были лишены права обращаться в суд и отвечать на действия, предпринимаемые против них по суду. Христиане-сенаторы, всадники и декурионы лишались своих рангов, а императорские вольноотпущенники вновь обращались в рабство. Эдикт, вывешенный в Никомидии, был сорван и разорван на части неким Евентием, который высмеивал при этом мнимые победы «готов» и «сарматов». Он был схвачен, подвергнут пыткам и сожжён заживо.
Согласно Лактанцию, Диоклетиан хотел несколько ограничить кровожадность Галерия, требовавшего, чтобы отказывающихся принести жертвоприношения сжигали заживо. Ряд исследователей из этого сообщения делают вывод, что этим эдиктом запрещалось применение смертной казни. Однако, скорее всего, степень наказания в эдикте была явно указана. Несмотря на мнение Диоклетиана, местные судьи часто выносили суровые приговоры, в случае если вопрос о присуждении смертной казни находился в их компетенции. Рекомендация Галерия сжигать заживо стала обычным методом наказания христиан на Востоке империи. Начало исполнения эдикта в Палестине относят к марту, в Северной Африке он был получен в мае или июне.

### Последующие эдикты
Летом 303 года, после серии восстаний в Мелитене и Сирии, в которых предположительно были виновны христиане, был издан второй эдикт, предписывающий арестовывать всех епископов и священников. По мнению историков, не было логической необходимости в издании этого закона, если только Диоклетиан не считал, что первый эдикт не перестал выполняться или его эффект не проявлялся достаточно быстро. Сразу же после публикации второго эдикта тюрьмы империи начали переполняться многочисленными священниками, которых, как сообщает Евсевий, было так много, что приходилось отпускать обычных преступников, чтобы освободить для них место.

В ожидании наступающего 20 ноября 303 года двадцатилетнего юбилея своего правления, Диоклетиан объявил общую амнистию своим третьим эдиктом. Все находящиеся в заключении священники, согласившиеся принести жертву богам, должны были быть освобождены. Вероятно, Диоклетиан ожидал положительной реакции на эту инициативу и, возможно, хотел продемонстрировать христианскому обществу отступничество его духовенства. Требование принести жертву было неприемлемо для многих заключённых, но стража зачастую была готова удовлетвориться только формальным согласием. Тем не менее, часть священников принесла жертвы добровольно, другие это сделали под пытками. Евсевий Кесарийский в «Книге о палестинских мучениках» рассказывает о том, как это происходило в Палестине: 
«Один был отпускаем, как будто бы совершил жертвоприношение, тогда как посторонние, схватив его за руки и подведши к жертвеннику, насильно всовывали ему в правую руку мерзкую и нечистую жертву. Другой даже и не касался её, но бывшие тут свидетельствовали о его жертвоприношении, — и он молча удалялся. Тот, взятый полумертвым, был выбрасываем уже как мертвец и, причисленный к принесшим жертву, освобождался от оков. Этот кричал и свидетельствовал, что он не согласен на жертвоприношение: но его били по устам; приставленная к сему толпа заставляла его молчать и выталкивала вон, хотя он и не приносил жертвы. Столь важно было для них добиться (от христиан) и одного призрака жертвоприношения».
В 304 году, согласно требованиям четвёртого эдикта, все, не зависимо от пола и возраста, должны были собраться для проведения коллективного жертвоприношения. Отказавшиеся должны были быть казнены. Точная дата эдикта не известна, предполагается что это январь или февраль 304 года. На Балканах этот эдикт начал применяться в марте, в Фессалониках в апреле и вскоре после этого в Палестине. О применении этого эдикта в западных провинциях Максимиана и Констанция информации не сохранилось, тогда как на Востоке он действовал до издания Миланского эдикта в 313 году. Из источников, Лактанций не упоминает о четвёртом эдикте ни разу, Евсевий только в «Книге о палестинских мучениках».

### Восстановление религиозной терпимости
В осуществление принципов тетрархии, Диоклетиан и Максимиан отреклись 1 мая 305 года. В результате Констанций I Хлор и Галерий стали августами, а Север и Максимин Даза цезарями. Согласно Лактанцию, Галерий вынудил Диоклетиана назначить на ключевые должности лояльных ему людей. В этой «второй тетрархии» гонения, видимо, продолжали только императоры Востока, Галерий и Максимин. Оставляя власть, Диоклетиан и Максимиан предполагали, что оставляют христианство в агонии. Здания церквей были разрушены, церковная иерархия уничтожена, армия и гражданская служба очищены. Согласно Евсевию, отступников было бесчисленное количество. В начале Максимин проявил рвение в преследовании христиан. В 306 и 309 годах он издал собственные эдикты, требующие всеобщего жертвоприношения. Евсевий обвиняет в подобных действиях и Галерия.
На Западе, однако, уход Галерия привёл к краху системы тетрархии. Константин, сын Констанция, и Максенций, сын Максимиана, не были учтены в диоклетиановской схеме наследования, что оскорбляло родителей и сыновей. Константин, против воли Галерия, наследовал своему отцу 25 июля 306 года и сразу же прекратил гонения и предложил христианам полное возмещение утраченного в годы преследований. Максенций, захвативший власть в Риме 28 октября того же года, тоже вскоре объявил о терпимости к христианам. Галерий сделал две неудачные попытки сместить Максенция; во время второй из них Север был схвачен и казнён.

### Мир Галерия и Миланский эдикт

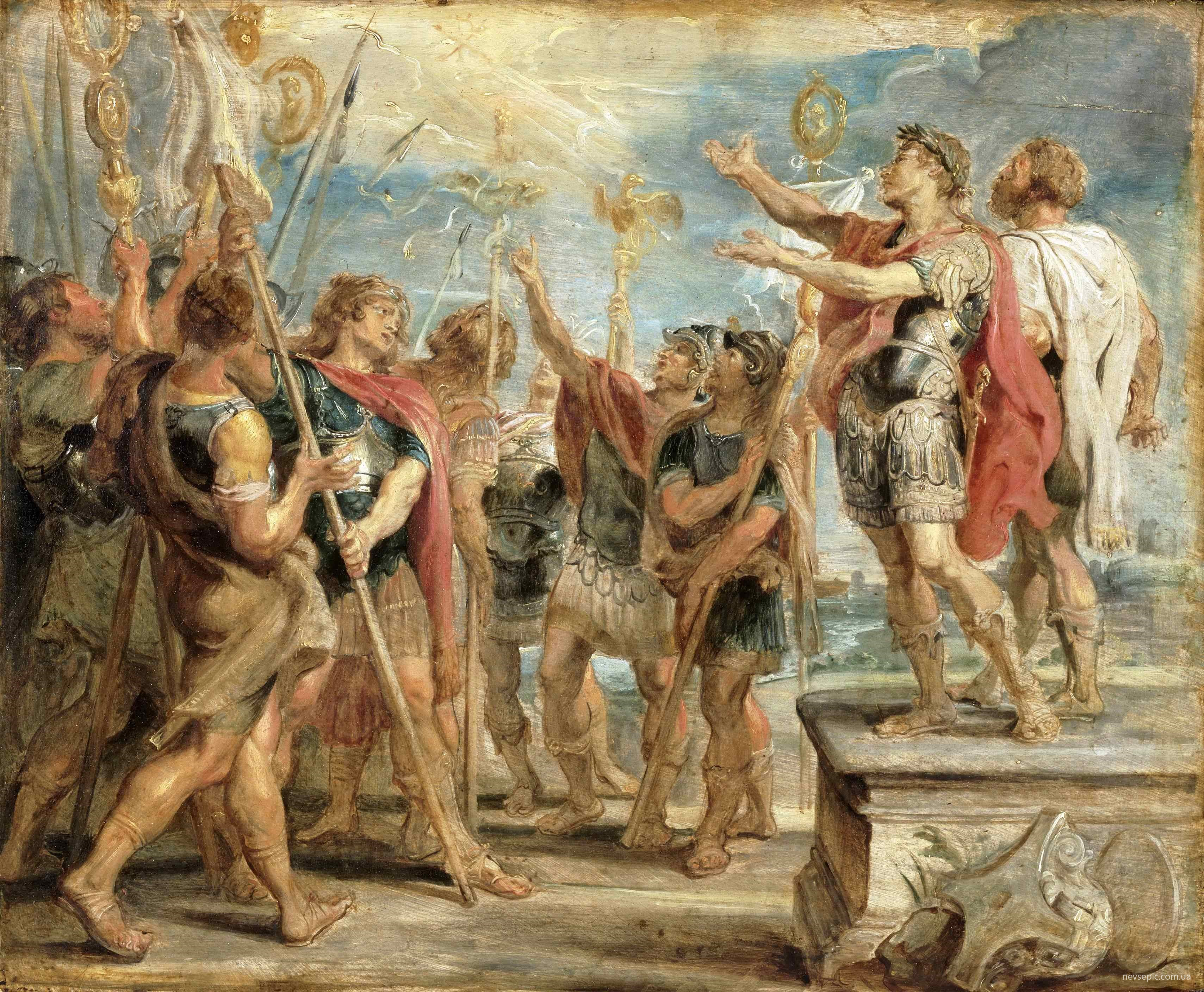
«Явление Константину монограммы Христа», эскиз П. П. Рубенса для серии гобеленов История Константина, 1622 год

На Востоке гонения официально прекратились 30 апреля 311 года, хотя известно о мученичествах в Газе до 4 мая. Находящийся при смерти Галерий издал прокламацию о прекращении преследований и возвращении христианам права свободного существования и мирных собраний. Гонения повсеместно прекратились. У Лактанция сохранился латинский текст этого объявления, названного этим автором эдиктом; Евсевий приводит греческий перевод этого документа. В его версии объявление включает преамбулу, содержащую имена и титулы императоров, авторов эдикта. Однако из четырёх правивших императоров отсутствовало имя Максимина. По мнению Т. Д. Барнса, оно первоначально фигурировало в эдикте и было уничтожено позднее.
В начале эдикта производится разъяснение, какими принципами руководствовались правители империи, преследуя христиан — стремлением к пользе и благу государства, желанием жить в соответствии с законами предков и стремлением вернуть заблудших христиан, заразивших своим безумием различные народы, на путь прародителей. Предпринятые меры не привели к желаемому результату, поскольку те, кто подчинились, делали это из страха наказания, а многие так и не оставили своих убеждений. На основании этого императоры оказывают милосердие и разрешают христианам, не нарушая порядка, жить свободно и устраивать свои собрания. Ряд историков конца XIX — начала XX века вслед за Лактанцием и Евсевием интерпретировали этот крутой поворот как предсмертную панику, другие искали в этом политические мотивы. Хотя, вероятно, Галерий имел в виду вернуть христианам статус, который у них был до 303 года, фактически этим эдиктом Галерий отменил законодательную формулу императора Нерона лат. non licet esse Christianos, «не разрешено быть христианином», сделав таким образом христианство наряду с иудаизмом religio licita («разрешённой религией»). Другие историки не склонны переоценивать этот документ. Так, французский историк XVII века Л.-С. Тиллемон полагал его «незначащим». Современный историк Т. Д. Барнс также полагает, что не следует переоценивать этот эдикт, так как им христиане Востока получили не более чем то, что их единоверцы имели в Италии и Африке и гораздо меньше, чем в Испании, Галлии и Британии.
Закон Галерия не вступил в силу в области Максимина, где гонения возобновились через 7 месяцев и продолжались почти до его гибели в 313 году. На встрече Лициния и Константина в феврале 313 года в Милане были согласованы условия всеобщего мира. После своей победы над Максимином, Лициний объявил 13 июня 313 года в Никомидии этот указ, вошедший в историю как Миланский эдикт. Относительно смысла и значения этого документа также существуют различные точки зрения, однако в настоящее время принято считать, что именно им закончилось Великое гонение.

## Региональные вариации

### Формы отступничества
Поскольку непосредственно от периода Великого гонения дошло мало исторических свидетельств, историки используют более поздние христианские косвенные источники, такие как акты поместных соборов, которые в начале IV века часто рассматривали проблемы, вызванные предшествующими гонениями. Основным вопросом было то, как следует поступать с падшими. На Востоке основной формой отступничества были жертвоприношение (лат. sacrifcatio) и воскурение (лат. turifcatio), именно о них идёт речь в Каноническом послании епископа Петра Александрийского, датированное Пасхой 306 года. Следующим по времени документом, касающимся проблем отступничества, являются 10 канонов Анкирского собора 314 года, устанавливающие различные правила приёма в общину для падших в зависимости вида прегрешения. На основании всей совокупности подобных свидетельств, можно сделать вывод, что в отличие от Запада, на Востоке не встречается такая форма отступничества как передача (лат. traditio) рукописей Священного писания.
С другой стороны, прошедший примерно в то же время собор в Арелате не упоминает о жертвоприношении и воскурении как формах отступничества. На Западе к этому времени гонение уже 9 лет как завершилось, и эти дисциплинарные вопросы уже не были актуальны. В двух канонах собора говорится о тех, кто передал рукописи, священные сосуды или раскрыл имена своих братьев. И если на Востоке святой Филипп Гераклейский не видел преступления в передаче церковной утвари, то Феликс из Тибиуки пострадал за отказ выдать рукописи. Впоследствии вопрос о традиторах был причиной донатистского раскола в африканской церкви. Эти различия, по мнению исследователей, подтверждают, что на Западе вступил в силу только первый эдикт.
В отличие от гонения Деция лат. libellatici, то есть те, кто купил фальшивое свидетельство о выполнении требования властей, не считались отступниками на Востоке, а на Западе эта форма отречения не была известна.

### Британия и Галлия

Карта Римской империи времён Тетрархии, показывающая диоцезы и зоны, контролируемые тетрархами

Относительно гонения в управляемой Констанцием части империи источники сохранили мало сведений, поэтому они наверняка не были суровы. Лактанций, перебравшийся в 306 году из ставшей опасной для христиан Никомидии в столицу Галлии Августу Треверскую (современный Трир), сообщает, что разрушение мест собраний это было худшее, из того, что происходило. Евсевий в своей «Церковной истории» и «Жизни Константина» отрицает, что даже такие ограниченные гонения имели место, но в «Палестинских мучениках» перечисляет Галлию в числе областей, где происходили гонения. Милевитский епископ IV века Оптат цитирует письмо донатистских епископов, в котором они хвалебно провозглашают, что «Галлия не подвержена» гонению (лат. immunis est Gallia) при Константине.
В Британии, где христианство практически отсутствовало до начала III века, обнаружить следы Великого гонения ещё сложнее. То, что в какие-то периоды христиане Британии претерпевали мученичество, это несомненно. Писавший в VI веке Гильда Премудрый сообщает, что во время «девятилетнего гонения тирана Диоклетиана» стали мучениками Альбан, Аарон и Юлий. Современные исследователи полагают, что культ Святого Альбана восходит к более раннему мученику времён гонений Деция (250—251), Валериана I (257—259) или даже Септимия Севера.
Второй, третий и четвёртый эдикты на Западе в силу не вступили. Возможно, относительно толерантная политика Констанция была связана с разногласиями в Тетрархии и нежеланием поддерживать затеянный восточными правителям проект. Его сын Константин, преследуемый Галерием, возможно отождествил себя с преследуемыми христианами и, не будучи одним из них, стал противником подобных гонений. После того, как он наследовал Констанцию в 306 году, Константин вернул церкви утраченную ранее собственность и законодательно установил полную свободу для христиан в своей части империи.

### Африка
В отличие от области Констанция, интенсивность гонений у Максимиана была существенно выше. Они зафиксированы в Риме, Сицилии, Испании и Африке; в последней они были особенно сильны. Политическая элита Африки была наиболее настойчива в исполнении эдиктов, а сопротивление со стороны христиан было там, особенно в Нумидии, наиболее упорным. Для нумидийцев передача рукописей Священных писаний было актом ужасного отступничества. Африканская церковь долгое время была «церковью мучеников», и мученики имели в ней больший авторитет, чем духовенство. Именно там зародились особенно упорные, фанатические и формалистические секты, а число мучеников было наибольшим среди провинций Запада.
Об африканских мучениках известно ещё до начала Великого гонения. Так, в 295 году солдат из Тебессы Максимилиан был казнён за отказ от принесения солдатской присяги в связи с его христианскими убеждениями. Примерно тогда же в Мавретании был казнён Маркелл. С началом гонения власти проявили рвение в исполнении дискриминационных законов. Проконсул Африки Аннулин, в расширение положений первого эдикта, решил, что помимо разрушения церквей необходимо заставить христиан совершить жертвоприношение. Губернатор Валерий Флор проводил аналогичную политику в Нумидии летом и осенью 303 года. К этому же времени относятся 49 абитинских мучеников и группа милевитских мучеников. Последним известным мучеником на Западе является Криспина, смерть которой датируется 5 декабря 304 года. В Нумидии гонения продолжались до февраля или марта 305 года.
Гонения в Африке привели к развитию донатистcкого раскола, осуждавшего любой компромисс с римским правительством и боровшегося с традиторами, то есть епископами, которые передали римским властям для сожжения священные рукописи. Один из ключевых моментов в донатистском расколе произошёл в феврале 304 года в Карфагене, где в тюрьме содержались христиане из Абитины. Пришедшие к узникам друзья и родственники, пришедшие навестить их, встретили агрессивное сопротивление местной толпы, посланной местным епископом Мензурием и его диаконом Цецилианом. В 311 году Цецилиан был избран епископом Карфагена, непримиримые, обвиняя его в пособничестве властям, отвергли его и избрали своего епископа Майорина. Майорин получил широкую поддержку в Африке, в том числе и в Абитине. Это движение, названное либо имени его основателя Доната Великого, либо преемника Майорана, просуществовало до арабского завоевания Северной Африки в VII веке.

### Италия и Испания
Вероятно, в Риме Максимиан конфисковал собственность христиан достаточно быстро — римские кладбища были заметны, а места собраний было не трудно найти. Старшие священнослужители также были известны. Тот факт, что епископ города Марцеллин (296—304) не был даже арестован, дал повод как для предположений, что в Риме не преследовалось духовенство, так и для обвинений Марцеллина в традиторстве. Косвенно это может подтверждать отсутствие Марцеллина в календаре годовщин пап и главных мучеников, куда попадали все его предшественники начиная с Фабиана (236—250). 40 лет спустя донатисты начали утверждать, что Марцеллин был не только традитором, но и совершал жертвоприношения языческим богам. Это было закреплено в подделанных в V веке деяниях «собора в Синуессе» и в vita Marcelli, входящей в Liber Pontificalis. В последнем источнике утверждается, что Марцеллин действительно совершил отступничество, но искупил его мученической смертью несколько дней спустя.
Не ясно, что последовало за традиторством, если оно имело место, Марцеллина. Видимо, имел место разрыв в апостольском преемстве, так как Марцеллин умер 25 октября 304 года, его возможно отступничество и последующее отлучение могут датироваться началом 303 года, а его преемник Марцелл I был избран только в ноябре или декабре 306 года. В промежутке в римской церкви происходила внутренняя борьба между падшими, которые предпочли собственную безопасность, и ригористами, не пошедшими на компромисс со светскими властями. Эти две группы устраивали уличные столкновения с человеческими жертвами. В результате ригорист Марцелл I убрал все упоминания о своём предшественнике и исключил его из списка епископов, но сам был изгнан из города и умер в изгнании 16 января 308 года.
Тем временем Максенций решил воспользоваться непопулярностью Галерия, начавшего взимать налоги с Рима и его окрестностей впервые в истории империи, и объявил себя августом. 28 октября 306 года Максенций уговорил преторианскую гвардию поддержать его и облачить в императорский пурпур. Вскоре после аккламации он провозгласил конец гонению и терпимость к христианам в своей части империи. Известие об этом вскоре достигло Африки, где годы спустя христиане Цирты помнили точный день, когда «мир» пришёл в их город. Однако, Максенций не вернул христианам их конфискованное имущество, и христианская историческая традиция к нему в целом враждебна.
В апреле 308 года Максенций позволил римлянам избрать нового папу, которым стал Евсевий, представлявший умеренную партию во всё ещё разделённой церкви. После того, как его конфликт с главой противоположной партии Гераклием, выступавшим против обратного приёма в церковь падших, привёл к беспорядкам, Максенций изгнал из города обоих. Евсевий умер на Сицилии 21 октября того же года, после чего епископская кафедра оставалась вакантной три года, пока император не разрешил новые выборы, на которых 2 июля 311 года победил Мильтиад (311—314). В это время Максенций готовился к противостоянию с Константином и, испытывая сильное внутреннее сопротивление своему правлению, решился на возвращение христианам их собственности. В Африке это произошло не позднее 312 года.
О ходе гонений в Италии за пределами Рима известно меньше подробностей и число достоверный смертей не велико. Acta Eulpi зафиксировали мученичество Евпла в Катании на Сицилии за отказ прекратить проповедь Евангелия. Евпл был арестован 29 апреля 304 года, осуждён и казнён 12 августа. В Испании епископ Осий Кордубский был объявлен исповедником, однако о достоверных мученичествах там, как и в Норике, не известно. После отречения Диоклетиана и Максимиана в 305 году активных гонений на Западе не было. Евсевий объявил, что гонение длилось «меньше двух лет».
После короткого затишья, Константин 28 октября 312 года победил и убил Максенция в битве у Мульвийского моста близ Рима. Вступив в город на следующий день, Константин отказался взойти на Капитолийский холм к храму Юпитера. Армия Константина шла под христианским знаком. Обращение Константина казалось вероятным и возможным, за его столом обедали епископы. Вскоре после победы началось много христианских строительных проектов. Так, 9 ноября 312 года были снесены старые кавалерийские казармы и на их месте начато строительство Латеранской базилики. В правление Константина поддержка христианства стала одним из ключевых пунктов внутренней политики.

### Никомедия
Несколько ранее февраля 303 года огонь уничтожил часть императорского дворца. Галерий убедил Диоклетиана, что преступниками были христиане, вступившие в заговор с дворцовыми евнухами. Было проведено расследование, но виновные не были установлены, тем не менее казни последовали. В числе казнённых были евнухи Дорофей и Горгоний. В «Церковной истории» Евсевий приводит красочное описание, как некоего Петра сначала бичевали, потом поливали уксусом, а после этого жарили по частям на жаровне. Казни продолжались, как минимум, до 24 апреля, когда были обезглавлены 6 человек, включая епископа Анфима. Гонения продолжались, и теперь пресвитеры и прочее духовенство арестовывались без предъявления обвинения и приговаривались к смерти. Второй пожар произошёл 16 дней спустя после первого, после чего Галерий покинул город, объявив его небезопасным. Диоклетиан вскоре последовал за ним. Лактанций обвиняет Галерия и его подручных в поджогах. Константин впоследствии называл это «небесным огнём».
Лактанций, проживавший в Никомедии как минимум два года после начала гонения, оценивал происходящее как начало конца света. Его произведения выражают как скорбь, так и ожидание скорого триумфа христианства. Его эсхатологические ожидания непосредственно коррелируют с претензиями Тетрархии на начало новой эры безопасности и мира, только Лактанций вместо этого ожидал космическую революцию.

### Палестина и Сирия

#### До эдикта Галерия
Палестина — это единственный регион, о ходе гонения в котором сохранились подробные сведения, которым мы обязаны Евсевию Кесарийскому и его «Книге о палестинских мучениках». Весь период гонения Евсевий провёл в Кесарии Палестинской, столице провинции Сирия Палестинская, посещая также Финикию, Египет и, возможно, Аравию. Свидетельства Евсевия не безупречны, поскольку он концентрирует своё внимание на мученичестве людей, знакомых ему до начала гонения. Также он рассказывает о событиях за пределами Палестины, но степень детальности не одинакова и часто он ограничивается обобщениями. Евсевий понимает недостатки своего труда и в его начале соответствующего раздела своей «Церковной истории» скорбно констатирует невозможность «пересчитать количество мучеников в каждой епархии, особенно в Африке, в Мавритании, в Фиваиде и в Египте. Из Египта многие уже ушли в другие города и епархии и прославились как мученики»

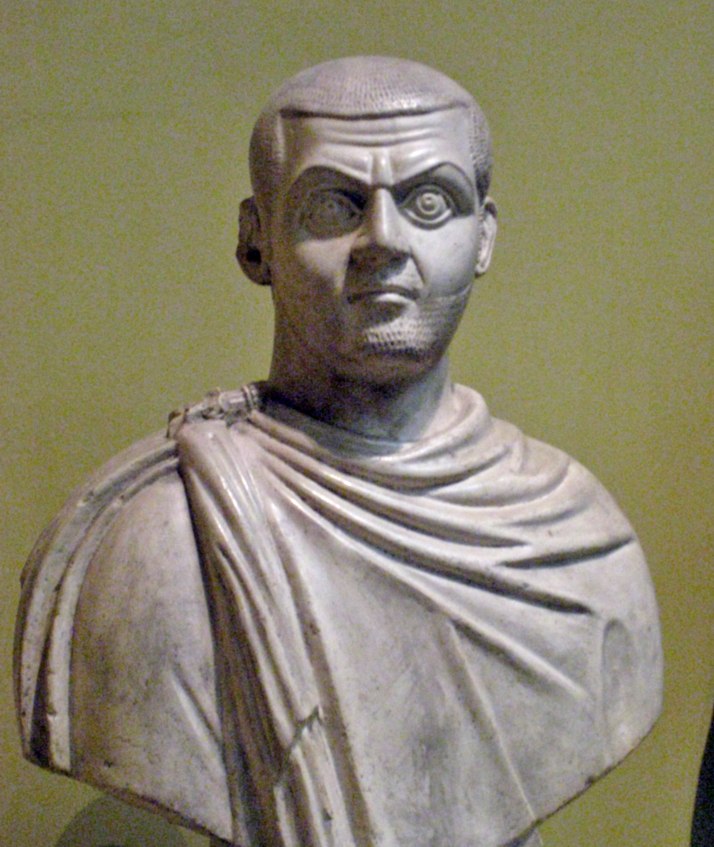
Максимин II Даза, цезарь Палестины, Сирии и Египта в 305—312 годах

Поскольку право приговаривать к смертной казни имели чиновники в ранге не ниже губернатора, многих упорствующих христиан присылали для наказания в Кесарию. Первый мученик, Прокопий, был прислан из Скифополя, где он был чтецом и экзорцистом. 7 июня 303 года он представ перед губернатором, ему было предложено совершить жертвоприношение и либацию императору, на что Прокопий ответил словами Гомера: «Царь нам да будет единый, да царствует он над другими», после чего был обезглавлен. Следующие казни последовали несколько месяцев спустя, усилившись весной, когда следующий губернатор Урбан опубликовал четвёртый эдикт. Евсевий, вероятно, приводит не полные списки жертв в этот период. Так, говоря о Фёкле он говорит о «других», кто был в заключении с ней, не называя их поимённо. В общей сложности за весь 303 год Евсевий указывает только четырёх мучеников в Палестине, которые, как отмечает А. П. Лебедев, были казнены скорее за непочтительные отзыва об императоре, чем свои религиозные убеждения.
Значительная часть рассказа Евсевия относится к Максимину, который был провозглашён цезарем 1 мая 305 года, после чего, «получив в попрание и изнурение Восток» немедленно отправился в Кесарию. Первоначально Максимин правил только Египтом и Левантом. Весной 306 года он издал собственный эдикт, предписывающий всеобщее жертвоприношение. Выполнение эдикта 304 года было сложно контролировать, поскольку у правительства не было списка горожан, не обладавших земельной собственностью. Галерий решил эту проблему, проведя в 306 году новую перепись, которая установила всех городских глав семейств и число их домочадцев. Используя эти списки, Максимин через глашатаев созывал всех мужчин, женщин и детей, где трибуны выкрикивали каждого по имени, добиваясь таким образом поголовного участия в языческой церемонии.
Через какое-то время после издания своего первого эдикта, возможно в 307 году, Максимин изменил меру наказания для нарушителей, заменив её на членовредительство и принудительные работы на государственных рудниках. Поскольку египетские рудники не нуждались в дополнительной рабочей силе, главным образом благодаря притоку заключённых-христиан, египетские заключённые отправлялись на палестинские и киликийские медные рудники. Так, весной 308 года в Диокесарию было прислано 97 христиан из Фиваиды, где они работали на каменоломне. Принявший их Фирмиан отправил их в шахты после того, как перерезал им сухожилие на левой ноге и ослепил на правый глаз. В другой раз подобному наказанию подверглись 130 человек. некоторые из них потом было сосланы в палестинский рудник Фено, другие в Киликию.
Евсевий характеризует Урбана как человека, любившего привносить разнообразие в наказания. Однажды, вскоре после Пасхи 307 года, он приказал девицу Феодосию из Тира, схваченную за общение с христианами, «мучить лютыми муками. Её рёбра и сосцы были истерзаны железными ногтями, так что мясо сошло с неё до костей; потом мученицу Христову, ещё живую с радостным лицом терпевшую мучения, игемон приказал утопить в море». При этом вышеупомянутые христиане были сосланы в Фено. В один день 2 ноября 307 года Урбан приказал некоего Домнина сжечь заживо, троих юношей отдал сражаться с гладиаторами и одного священника приказал бросить к зверям. В тот же день другого юношу он приказал кастрировать, трёх девиц отдать в публичный дом и множество других заключить в тюрьму, включая учителя Евсевия Памфила. Вскоре, по неизвестной причине, Урбан был смещён со своего поста и в один день осуждён и казнён. Заменивший его Фирмилиан был ветераном и доверенным лицом Максимина.
Евсевий отмечает, что эти события дали передышку в гонении и, хотя историк не приводит точных дат, когда она имела место, в его записях нет указаний на мученичества в Палестине с 25 июля 308 года по 13 ноября 309 года. Вероятно, здесь наложились политические обстоятельства — в ноябре 308 года состоялась встреча правителей империи в Карнунте, в которой принял участие Максимин обсуждая, вероятно, своё место в управлении империей. Соответственно, ему было не до христиан. Осенью 309 года Максимин возобновил гонение, разослав письмо своим губернаторам и префекту претория, в котором требовал, чтобы христиане соблюдали языческие обычаи. Его новые требования включали новое всеобщее жертвоприношение и либацию. Данная мера осуществлялась ещё более систематически, не допуская исключений для детей и слуг. Логисты, стратеги, дуумвиры и табуларии, хранящие записи о жителях, следили за тем, чтобы никто не уклонялся. В 309/310 году губернатор Палестины сообщил Максимину, что христиане на медных рудниках устроили себе церкви, после чего узники были разделены — они были отправлены на Кипр, Ливан и другие места в Палестине.
Максимин, единственный из императоров, ввёл некоторые инновации в процесс. Теперь для либации требовалась пища, купленная на рынке. Максимин распорядился приставить стражников к городским воротам и баням, чтобы заставлять совершать жертвоприношения проходящих мимо. Он распространил поддельные Деяния Пилата, чтобы дискредитировать Христа у населения, а также свидетельства проституток, что они участвовали в христианских оргиях. Епископов отправляли служить на конюшни.
Максимин также способствовал возрождению языческой религии. Он назначил высших священников для каждой провинции, которые носили белые хламиды и следили за отправлением обрядов. Также император требовал, чтобы были восстановлены пришедшие в запустение храмы. В следующие несколько месяцев гонения достигли своего апогея. 13 декабря 309 года Фирмилиан осудил нескольких египетских паломников, направлявшихся в Киликию, которых схватили в Ашкелоне. Трое были обезглавлены, остальные лишились левой ноги и правого глаза. 10 января 310 года маркиониты Пётр и Асклепий были сожжены заживо. 16 февраля Памфил и шестеро других были казнены. Чуть позже четверо домочадцев Памфила были замучены за выражение симпатии к казнённым. Последние казни перед объявлением эдикта Галерия состоялись 5 и 7 марта, после чего казни прекратились. Евсевий не объясняет эту внезапную остановку, но она совпала по времени с заменой Фирмилиана на Валентиниана, что произошло незадолго до смерти Галерия. Эта замена известна только по эпиграфическим данным, Евсевий же нигде о Валентиниане не упоминает.

#### После эдикта Галерия
Неделю спустя после опубликования своего эдикта Галерий умер, и Максимин, захватив Малую Азию, начал деятельность в противоположном направлении. При этом гонения на подвластных ему территориях не прекратились; его имя отсутствует среди императоров, опубликовавших этот закон. Евсевий отмечает, что Максимин участвовал в его осуществлении неохотно. Евсевий Кесарийский, реконструируя мотивацию Максимина, предполагает, что с одной стороны он боялся пойти против своих соправителей, с другой он не желал прекращать гонения. Поэтому он скрыл эдикт Галерия, а вместо него, через посредство своего префекта претория Сабина, распространил письмо, в котором предписывал избавить христиан от «беспокойства и опасности». В отличие от эдикта Галерия письмо Сабина не разрешало христианам свободно собираться.
В августе 311 года Максимин издал запрещение христианам собираться на кладбищах, после чего к нему обратились депутации городов с просьбой начать новое всеобщее гонение. По мнению Лактанция и Евсевия, эти депутации были инспирированы самим Максимином. Преследования возобновились в конце 311 года, и епископ Пётр Александрийский был казнён 26 ноября. Известный богослов Лукиан Антиохийский умер в никомидийской темнице в начале 312 года. Согласно Евсевию, многие египетские епископы разделили их судьбу. Лактанций уточняет, что поскольку Максимин ранее запретил убивать христиан, то «исповедникам христианства выкалывали глаза, отсекали руки, отрубали ноги, отрезали носы и уши». Антиохия потребовала, чтобы христианам запретили селиться в городе, в ответ на что Максимин издал указ, разрешающий любому городу изгонять их. Этот указ был обнародован в Сардах 6 апреля, а в Тире в мае или июне. Сохранились три практически идентичные копии этого документа. В ответ на жалобы из Ликии и Памфилии о «мерзких происках атеистов [то есть христиан]» Максимин дал им то, что они просили, возможно это было освобождение от подушного налога.
Получив сообщение об успехах Константина в его кампании против Максенция, Максимин издал новый указ, возвращающий христианам их свободы. Текст этого документа, сохранившийся в Церковной истории, представляет это как инициативу, принадлежащую исключительно Максимину. В этом послании, адресованном Сабину, Максимин указывает на необходимость предоставить христиан их собственной воле и призывать к вере в богов только лаской и убеждением. Также он отметил, что просьбу жителей Никомидии запретить христианам жить в их городе он не удовлетворил.
Ранней весной 313 года Лициний начал войну с Максимином, в результате чего последний обратил свой гнев против собственных подданных, в том числе и на жрецов. В мае 313 года Максимин, надеясь убедить Лициния прекратить наступление и получить общественную поддержку, издал ещё один эдикт о терпимости, где вновь обосновывал свои действия заботой о благе государства и сохранении наследия Диоклетиана и Максимиана. При этом он признал, что его предыдущие законы о терпимости не выполнялись вследствие судьями, в результате чего возникли сомнения в искренности его распоряжений. Поэтому на этот раз Максимин чётко и недвусмысленно разрешал христианам собираться, строить молитвенные дома. Также им возвращалось конфискованное ранее имущество. Однако это уже не могло помочь. В битве при Цираллуме 30 апреля 313 года Лициний победил Максимина, и 13 июня обнародовал Миланский эдикт в Никомидии.

### Египет
В «Книге о палестинских мучениках» Евсевий о Египте рассказывает мимоходом. Однако, когда он упоминает этот регион, он говорит о десятках или даже сотнях ежедневно приговариваемых к смерти христианах, что делает Египет одной из областей, пострадавших от гонения в наибольшей степени. Согласно одному из свидетельств, которое Т. Д. Барнс называет «вероятным, но не проверяемым» только в Александрии между 303 и 311 годами было убито 660 христиан. Гонение привело в египетской церкви к организационным проблемам, когда епископу Петру пришлось бежать из Алесандрии и в его отсутствие Мелитий Ликопольский занял его место и начал проводить самостоятельно рукоположения священников. Это вызвало недовольство тех епископов, которые были сторонниками Петра. В результате, согласно Епифанию Кипрскому, египетская церковь разделилась на «католическую» под руководством Петра, а затем Александра (313—326), и «церковь мучеников» Мелития.
Этот раскол существовал ещё длительное время после окончания гонения и был одним из предметов рассмотрения на Первом Никейском соборе 325 года.

## Историография

### Изучение в современный период

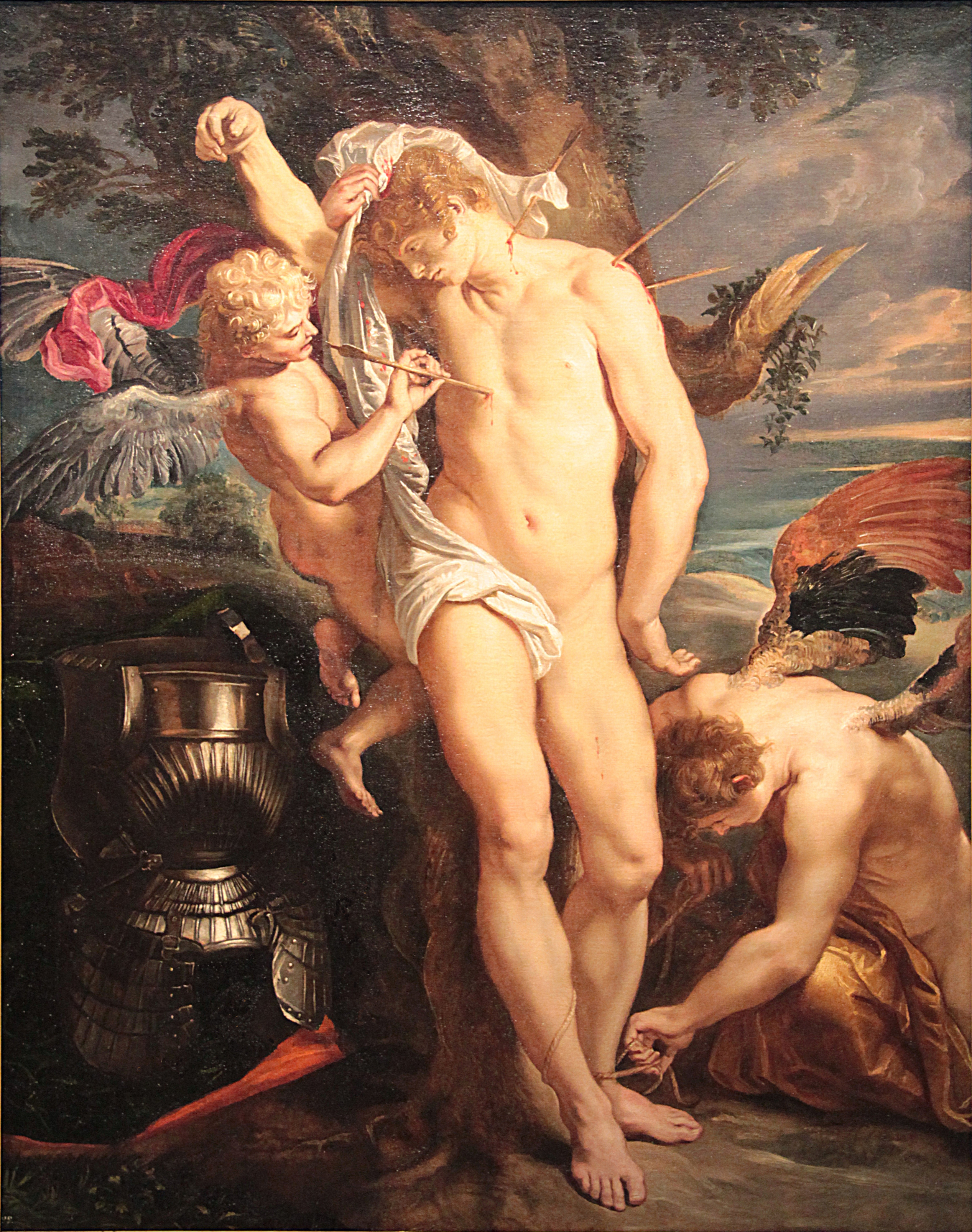
«Святой Себастьян, спасаемый ангелами», П. П. Рубенс (1604)

Достаточно быстро, как у христиан, так и у язычников сложилось общее мнение о Диоклетиане как, говоря словами современного богослова Генри Чедвика, о «воплощении иррациональной свирепости». Для христиан Средних веков Диоклетиан был самым отвратительным из римских императоров. С IV века в христианской историографии о Великом гонении сложилось представление как о кровавой бойне, тогда же сложился «культ мучеников». Liber Pontificalis, сборник биографий римских пап, утверждает, что однажды было убито 17 000 человек за три дня. Авторы житий святых изображали гонения гораздо более интенсивными, чем они были в действительности, обращаясь с фактами достаточно вольно. В качестве системы летосчисления использовалась «эра мучеников», отсчитываемая от вступления на престол Диоклетиана в 284 году. Было сфабриковано большое количество — большая часть из сохранившихся — житий мучеников, в других факты преувеличивались и дополнялись чудесными подробностями. Из сохранившихся деяний только относящиеся к Агнессе Римской, святому Себастьяну, Феликсу и Адавкту, Маркеллину и Петру имеют некоторую степень исторического правдоподобия. Начиная с Маккиавелли стало складываться мнение о нетерпимости ранних христиан. В своём трактате Размышления о причинах величия и падения римлян (1734) Ш. Монтескьё вообще не упомянул о преследовании христиан, однако отметил терпимость римлян к разного рода культам. Традиционные представления о христианских мучениках были впервые поставлены под сомнение в эпоху Просвещения, когда их исследованием занялись Генри Додвелл, Вольтер и Эдвард Гиббон.

В XVI главе своей «Истории упадка и разрушения Римской империи» (1776) Э. Гиббон утверждает, что христиане значительно преувеличивают масштаб перенесённых ими бедствий:
«После того как церковь восторжествовала над всеми своими врагами, и личный интерес, и тщеславие христиан, вынесших гонение, заставляли их преувеличивать свои заслуги, преувеличивая испытанные ими страдания. Отдалённость времени и места страданий давали широкий простор вымыслам, а чтоб устранить всякие затруднения и заглушить все возражения, стоило указать на многочисленные примеры таких мучеников, у которых раны внезапно залечивались, силы восстанавливались и оторванные члены чудесным образом снова оказывались на своих местах. Самые нелепые легенды — если они только делали честь церкви — с восторгом повторялись легковерной толпой, поддерживались влиянием духовенства и удостоверялись сомнительным свидетельством церковной истории».
На протяжении всего своего труда Гиббон подразумевает, что раннее христианство подрывало традиционные римские устои и тем вредило здоровью общества. Точка зрения Гиббона была воспринята критиками как попытка подорвать авторитет церкви и была раскритикована в печати, а сам историк был обвинён в атеизме. По ироничному выражению его современника Р. Порсона, человечность Гиббона никогда не спит, «кроме тех случаев, когда насилуют женщин и преследуют христиан». Последователи Гиббона пошли дальше, и современный историк-марксист Дж. де Сент-Круа в 1954 году заявлял, что «так называемое Великое гонение было преувеличено христианской традицией до такой степени, как Гиббон и не предполагал». Английский историк У. Френд оценил количество жертв гонения в 3000—3500 человек. Хотя число достоверных житий мучеников не велико и общая оценка числа погибших уменьшилась, современные историки не столь скептичны, как Гиббон. Как отметил в 1985 году историк С. Уильямс, «даже допустив некоторую долю вымысла, то, что остаётся — достаточно ужасно. В отличие от Гиббона, мы живём в эпоху, когда подобные вещи происходят, и знаем, как не неуместны подобные цивилизованные улыбки о таких недостоверных сведениях. Реальность может быть, и была, как самые худшие наши представления».
В связи с Великим гонением предметом изучения становились и такие частные вопросы, как например, в конце XIX века правовая база преследования христиан — преследовались ли они по закону или в качестве полицейской меры?

### Комментарии
1. ↑  Оценивается количество христианских общин в империи, соотношение количество христиан и иудеев и другие параметры. По мнению А. Гарнака различия между провинциями делают какие-либо подсчёты невозможными[37].
2. ↑  Тот ли это Дорофей, что и Дорофей Тирский, точно не известно.
3. ↑  Хельгеланд датирует это событие 301 годом[62]. В 1976 году Барнс отстаивал датировку 302 года «или незадолго до этого»[63], однако в 1981 году называл 299 год[64]. Вудс предположил 297 год, поскольку в это время и Диоклетиан, и Галерий были в этих краях, а также поскольку в «Истории» Евсевия это событие связывается с поражением Галерия от Нарсе, которое по современным представлениям относится к 297 году, а не к 302, как это у Евсевия.
4. ↑  Год эдикта не указан и восстанавливается из косвенных соображений[68].
5. ↑  По мнению английского историка церкви Б. Кидда[англ.], приведённому без указания источников, это произошло 30 апреля[82].
6. ↑  13 июля 303 года[93].
7. ↑  Дж. де Сент-Круа, с другой стороны, указывает, что Флор был назначен во время юбилея Диоклетиана, то есть между 17 сентябрём и 20 ноябрём 303 года. Также, по его мнению, в провинции Флора или, как минимум, в северной Нумидии, четвёртый эдикт не применялся[103].
8. ↑  А. П. Лебедев относит смерть Анфима к 311 или 312 году[118].
9. ↑  Общее их количество 91, из которых 44 были казнены на рудниках Фено в последний год гонения[121].
10. ↑  Предыдущие переписи учитывали только налогоплательщиков[127].
11. ↑  Согласно С. Либерману эти события происходили в Лидде. Эту версию оспаривает Т. Д. Барнс, указывая, что Евсевий особо подчёркивал, что дело было в полностью еврейском городе, тогда как в Лидде в 325 году известен христианский епископ. Диокесария, напротив, ещё долгое время был чисто еврейским.
12. ↑  Обращение Сент-Круа к марксизму, произошедшее в 1968 году, не повлияло на его церковно-исторические взгляды[150].

### Сноски
1. 1 2 3  Лебедев, 2006, с. 138.
2. ↑  Робертсон, 1890, с. 140.
3. ↑  Frend, 2008, p. 503.
4. ↑  Плиний Младший, X.96-97
5. 1 2  Цацура, 2008.
6. ↑  Frend, 2008, p. 508.
7. ↑  Болотов, 1910, с. 99-101.
8. 1 2  Болотов, 1910, с. 11.
9. ↑  Болотов, 1910, с. 97-98.
10. ↑  Тацит, Анналы, XV.44.6
11. ↑  Frend, 2008, p. 504.
12. ↑  Clark, 2004, p. 20.
13. ↑  Болотов, 1910, с. 88-96.
14. ↑  Болотов, 1910, с. 103.
15. ↑  Frend, 2008, pp. 504-505.
16. 1 2  Frend, 2008, p. 511.
17. ↑  Ориген, Против Цельса, 3.9
18. ↑  Евсевий Кесарийский, Церковная история, VI.28
19. ↑  Frend, 2008, p. 513.
20. ↑  Князький, 2010, с. 86.
21. ↑  Болотов, 1910, с. 122-126.
22. ↑  Болотов, 1910, с. 118.
23. ↑  Робертсон, 1890, с. 87.
24. ↑  Болотов, 1910, с. 126-131.
25. ↑  Болотов, 1910, с. 133-137.
26. ↑  Pan. Lat. III.6
27. ↑  Князький, 2010, с. 91.
28. ↑  Berchman, 2005, p. 20.
29. ↑  Halsberghe, 1972, p. 166.
30. ↑  Князький, 2010, с. 92.
31. ↑  Frend, 2008, p. 518.
32. ↑  White, 2010, pp. 82-83.
33. ↑  Potter, 2004, pp. 333-336.
34. ↑  Лебедев, 2006, с. 150-151.
35. ↑  Крист, 1997, с. 399-400.
36. ↑  Bowman, 2005, pp. 80-81.
37. 1 2  Hopkins, 1998.
38. ↑  Potter, 2004, p. 314.
39. ↑  Гиббон, 2008, с. 71.
40. ↑  Lane Fox, 2006, 6.3.
41. ↑  Lane Fox, 2006, 10.4.
42. 1 2 3  Barnes, 1981, p. 21.
43. ↑  Leadbetter, 2009, pp. 124-125.
44. ↑  PLRE, 1971, p. 432.
45. 1 2  Свенцицкая, 1990.
46. ↑  Leadbetter, 2009, p. 124.
47. ↑  Ранович, 1990, с. 348-350.
48. ↑  Ранович, 1990, с. 392-394.
49. ↑  Dodds, 1965, p. 109.
50. ↑  Ранович, 1990, с. 395.
51. ↑  Лактанций, De mort., X, 1
52. ↑  Максимова, 1992.
53. ↑  Иероним Стридонский блж., О знаменитых мужах
54. ↑  Иероним Стридонский блж. Одна книга толкований на пророка Даниила
55. ↑  Сидоров А.И. Древнецерковная историческая письменность. Дата обращения: 23 июня 2016. Архивировано 5 августа 2016 года.
56. ↑  Лебедев, 2006, с. 139.
57. ↑  Евсевий Кесарийский, Церковная история, VI.6.3
58. ↑  Лебедев, 2006, с. 140.
59. ↑  Mommsen, 1999, p. 368.
60. ↑  Leadbetter, 2009, pp. 119-120.
61. ↑  Leadbetter, 2009, p. 129.
62. ↑  Helgeland, 1974, p. 159.
63. 1 2  Barnes, 1976, p. 245.
64. ↑  Barnes, 1981, pp. 18-19.
65. ↑  Keresztes, 1983, p. 381.
66. ↑  Clark, 2004, p. 51.
67. ↑  Barnes, 1981, p. 20.
68. ↑  Barnes, 1976, p. 246.
69. ↑  Thomas, 1976.
70. ↑  Лебедев, 2006, с. 150.
71. ↑  Clarke, 2005, p. 648.
72. ↑  Gwatkin, 1898.
73. ↑  Лебедев, 2006, с. 189.
74. ↑  Curran, 2000, p. 48.
75. ↑  de Ste. Croix, 2006, pp. 35-36.
76. ↑  Тюленев, 1998, с. 156.
77. ↑  Лактанций, De mort., XI, 8
78. ↑  de Ste. Croix, 2006, p. 39.
79. 1 2 3  Clarke, 2005, p. 651.
80. ↑  de Ste. Croix, 2006, p. 37.
81. ↑  Евсевий Кесарийский, Книга о палестинских мучениках, 1
82. ↑  Baynes, 1924.
83. ↑  de Ste. Croix, 2006, p. 56.
84. ↑  de Ste. Croix, 2006, p. 46.
85. ↑  Тюленев, 1998, с. 213.
86. ↑  Тюленев, 1998, с. 211.
87. ↑  Лактанций, De mort., XXXIV, 1
88. ↑  Knipfing, 1922, pp. 623-624.
89. ↑  Knipfing, 1922, p. 701.
90. ↑  Тюленев, 1998, с. 244.
91. ↑  Тюленев, 1998, с. 245.
92. ↑  de Ste. Croix, 2006, pp. 46-47.
93. ↑  Keresztes, 1983, p. 385.
94. ↑  de Ste. Croix, 2006, pp. 48-49.
95. ↑  de Ste. Croix, 2006, p. 50.
96. ↑  Odahl, 2004, p. 73.
97. ↑  Тюленев, 1998, с. 161.
98. ↑  Clarke, 2005, p. 590.
99. ↑  Thomas, 1981, p. 48.
100. ↑  Odahl, 2004, p. 74.
101. ↑  Лебедев, 2006, с. 155.
102. ↑  Helgeland, 1974, p. 158.
103. ↑  de Ste. Croix, 2006, pp. 52-53.
104. ↑  Clarke, 2005, note 152, p. 652.
105. ↑  de Ste. Croix, 2006, p. 59.
106. ↑  Bareille, 1910, pp. 1701-1702.
107. ↑  Duchesne, 1922, p. 74.
108. ↑  Curran, 2000, p. 49.
109. ↑  Duchesne, 1922, p. 73.
110. ↑  Curran, 2000, p. 52.
111. ↑  Barnes, 1981, p. 38.
112. ↑  Curran, 2000, p. 64.
113. ↑  Curran, 2000, p. 65.
114. ↑  de Ste. Croix, 2006, pp. 56-57.
115. ↑  Clarke, 2005, p. 652.
116. ↑  Лебедев, 2006, с. 169.
117. ↑  Евсевий Кесарийский, Церковная история, VIII.6
118. ↑  Лебедев, 2006, с. 170.
119. ↑  Тюленев, 1998, с. 9.
120. ↑  de Ste. Croix, 2006, p. 64.
121. ↑  de Ste. Croix, 2006, p. 65.
122. ↑  Евсевий Кесарийский, Церковная история, VIII.6.10
123. ↑  Гомер, Илиада, 2.203-206
124. ↑  Лебедев, 2006, с. 171-172.
125. ↑  Тюленев, 1998, с. 176.
126. ↑  Лактанций, De mort., XIX, 6
127. ↑  de Ste. Croix, 2006, p. 77.
128. 1 2  Mitchell, 1988, p. 112.
129. ↑  Keresztes, 1983, p. 388.
130. ↑  Лебедев, 2006, с. 191.
131. ↑  Лактанций, De mort., XXXVI, 5
132. ↑  Евсевий Кесарийский, Церковная история, IX.1.1-5
133. ↑  Mitchell, 1988, p. 113.
134. ↑  Лактанций, De mort., XXXVI, 7
135. ↑  Mitchell, 1988, p. 114.
136. ↑  Mitchell, 1988, pp. 117-123.
137. ↑  Евсевий Кесарийский, Церковная история, IX.9
138. ↑  Mitchell, 1988, p. 115.
139. ↑  Евсевий Кесарийский, Церковная история, IX.10
140. ↑  Mitchell, 1988, p. 116.
141. ↑  Barnes, 2001, p. 10.
142. ↑  Болотов, 1910, с. 424.
143. ↑  Болотов, 1910, с. 427.
144. ↑  Leadbetter, 2009, p. 116.
145. ↑  Лебедев, 2006, с. 138-139.
146. ↑  Mitchell, 1988.
147. ↑  Streeter, 2006, p. 6.
148. ↑  Pocock, 2010, p. 84.
149. ↑  Гиббон, 2008, с. 158.
150. ↑  Streeter, 2006, p. 9.
151. ↑  de Ste. Croix, 2006, p. 68.
152. ↑  Streeter, 2006, pp. 12-15.

### Исследования
на английском языке
- Barnes T. D. Sossianus Hierocles and the Antecedents of the "Great Persecution" // Harvard Studies in Classical Philology. — 1976. — Т. 80. — С. 239-252. — JSTOR 311244.
- Barnes T. D. Constantine and Eusebius. — Harvard University Press, 1981. — 458 p. — ISBN 0-674-16530-6.
- Barnes T. D. Athanasius and Constantinus: Theology and Politics in the Constantinian Empire. — Harvard University Press, 2001. — 343 p. — ISBN 0-674-05067-3.
- Baynes N. H. Two Notes on the Great Persecution // The Classical Quarterly. — 1924. — Т. 18, № 3/4. — С. 189-194. — JSTOR 636118.
- Berchman R. M. Porphyry against the Christians. — Leiden: BRILL, 2005. — 242 p. — ISBN 90 04 14811 6.
- Bowman A. K. Diocletian and the first tetrarchy, A.D. 284-305 // The Cambridge Ancient History. — Cambridge University Press, 2005. — Т. XII. — С. 67-109. — ISBN 978-0-521-30199-2.
- Clark G. Christianity and Roman Society. — Cambridge: Cambridge Univercity Press, 2004. — 137 p. — (Key Themes in Ancient History). — ISBN 978-0-511-26440-5.
- Clarke G. Third-Century Christianity // The Cambridge Ancient History. — Cambridge University Press, 2005. — Т. XII. — С. 589–671. — ISBN 978-0-521-30199-2.
- Curran J. R. Pagan City and Christian Capital: Rome in the Fourth Century. — Oxford: Clarendon press, 2000. — 389 p. — (Oxford classical monographs). — ISBN 0-19-815278-7.
- Dodds E. R. Pagan and Christian in an Age of Anxiety: Some Aspects of Religious Experience from Marcus Aurelius to Constantine. — New York: Cambridge University Press, 1965. — 144 p. — ISBN 0 521 38599 7.
- Duchesne L. Early Hystory of the Christian Church. — London, 1922. — 544 p.
- Frend W. H. C. Persecutions: genesis and legacy // The Cambridge History of Christianity. — Cambridge: Cambridge Univercity Press, 2008. — Т. I. — ISBN 0 521 -81239 -9.
- Gwatkin H. M. Notes on Some Chronological Questions Connected with the Persecution of Diocletian // English Historical Review. — 1898. — Т. XIII, № LI. — С. 499-502. — doi:10.1093/ehr/XIII.LI.499.
- Halsberghe G. The Cult of Sol Invictus. — Leiden: BRILL, 1972.
- Helgeland J. Christians and the Roman Army A.D. 173-337 // Church History. — 1974. — Т. 43, № 2. — С. 149-163+200. — JSTOR 3163949.
- Hopkins K. Christian Number and Its Implications // Journal of Early Christian Studies. — 1998. — Т. 6, № 2. — С. 185-226. — doi:10.1353/earl.1998.0035.
- Keresztes P. From the Great Persecution to the Peace of Galerius // Vigiliae Christianae. — BRILL, 1983. — Т. 37, № 4. — С. 379-399. — JSTOR 1583547.
- Knipfing R. The Edict of Galerius (311 A. D.) re-considered // Revue belge de philologie et d'histoire. — 1922. — Т. 1, вып. 4. — С. 693-705. — doi:10.3406/rbph.1922.6200.
- Lane Fox R. Pagans and Christians: In the Mediterranean World from the Second Century AD to the Conversion of Constantine. — Penguin UK, 2006. — 800 p. — ISBN 978-0-14-192585-1.
- Leadbetter W. L. Galerius and the Will of Diocletian. — Routledge, 2009. — 296 p.
- MacMullen R. Christianizing the Roman Empire: A.D. 100-400. — Yale University Press, 1984. — 184 p. — ISBN 9780300036428.
- Mitchell S. Maximinus and the Christians in A.D. 312: A New Latin Inscription // The Journal of Roman Studies. — 1988. — Т. 78. — С. 105-124. — JSTOR 301453.
- Mommsen T. A History of Rome under the Emperors. — Routledge, 1999. — 651 p. — ISBN 0-203-97908-7.
- Odahl C. M. Constantine and the Christian Empire. — Routledge, 2004. — 367 p. — ISBN 0-203-62274-X.
- Pocock J. G. A. Barbarism and Religion. — Cambridge University Press, 2010. — 419 p. — ISBN 978-0-521-76072-0.
- Potter D. S. The Roman Empire at bay, AD 180-395. — Routledge, 2004. — 762 p. — ISBN 0-203-40117-4.
- de Ste. Croix G. Christian Persecution, Martyrdom, and Orthodoxy. — Oxford University Press, 2006. — 416 p. — ISBN 978-0199278121.
- Streeter J. de Ste. Croix on Persecution // Christian Persecution, Martyrdom, and Orthodoxy. — 2006. — С. 3-34. — ISBN 978-0199278121.
- Thomas C. Christianity in Roman Britain to AD 500. — University of California Press, 1981. — 408 p. — ISBN 0-520-04392-8.
- Thomas J. D. The Date of the Revolt of L. Domitius Domitianus // Zeitschrift für Papyrologie und Epigraphik. — Bonn: Dr. Rudolf Habelt GmbH, 1976. — Т. 22. — С. 253-279. — JSTOR 20181199.
- White C. The Emergence of Christianity: Classical Traditions in Contemporary Perspective. — Fortress Press, 2010. — 224 p. — ISBN 978-0-8006-9747-1.

на русском языке
- Болотов В. В. Лекции по истории древней церкви / Посмертное издание под ред. проф. А. Бриллиантова. — СПб., 1910. — Т. II. — 474 с.
- Гиббон Э. Закат и падение Римской империи. — М.: Терра, 2008. — Т. II. — ISBN 798-5-275-01702-1.
- Князький И. О. Император Диоклетиан и закат античного мира. — СПб.: Алетейя, 2010. — 144 с. — (Античная библиотека. Исследования). — ISBN 978-5-91419-310-9.
- Крист К. История времён римских императоров от Августа до Константина. — Ростов-на-Дону: Феникс, 1997. — Т. II. — 512 с. — ISBN 5-222-00045-1.
- Лебедев А. П. Эпоха гонений на христиан и утверждение христианства в греко-римском мире при Константине Великом. — СПб.: Издательство Олега Абышко, 2006. — 352 с. — (Библиотека христианской мысли. Исследования). — ISBN 5-89740-139-7.
- Максимова И. Интерпретация римской религии у Арнобия и Лактанция // Межвузовский сборник научных статей «Античность Европы». — Пермский ун-т, 1992. — С. 102—110.
- Ранович А. Б. Первоисточники по истории раннего христианства. Античные критики христианства. — М.: Издательство политической литературы, 1990. — 479 с. — (Библиотека атеистической литературы). — ISBN 5-250-00773-2.
- Робертсон, Дж. К. История христианской церкви / Пер. А. П. Лопухина. — СПб.: Изд-во И. Л. Тузова, 1890. — Т. 1. От апостольского века до разделения церквей. — 1083 с.
- Свенцицкая И. С. К новому изданию книги А. Б. Рановича "Античные критики христианства" // Первоисточники по истории раннего христианства. Античные критики христианства. — М., 1990. — С. 235-244.
- Цацура Л. И. Христианство и Римская империя во II в. // У. К. Коршук Працы гістарычнага факультэта. БДУ: навук. зб.. — Мінск: БДУ, 2008. — Вып. 3. — С. 220-228.

на французском языке
- Bareille G. Donatism // Dictionnaire de théologie catholique. — Paris, 1910. — Т. XXX. — С. 1701-1728.

### Справочники
- Jones A.H.M., Martindale J.R., Morris J. The Prosopography of the Later Roman Empire. — Cambridge: Cambridge University Press, 1971. — Т. I.  A.D. 260—395.